# Ariel Hernán Garcé
Ariel Hernán Garcé (14 de juliol de 1979) és un futbolista argentí.

## Selecció de l'Argentina
Va formar part de l'equip argentí a la Copa del Món de 2010.